# Grace Robertson
Pour les articles homonymes, voir Robertson.
Grace Robertson, née le 13 juillet 1930 à Manchester et morte le 13 janvier 2021, est une photographe et photojournaliste britannique.

## Biographie
Grace Robertson quitte l'école tôt afin de s’occuper un temps de sa mère atteinte de polyarthrite rhumatoïde. Elle craint alors de ne pouvoir prétendre ni au travail, ni au mariage compte tenu d’une éducation scolaire limitée. 
En 1949, son père Fyfe Robertson, journaliste pour le Picture Post, lui offre un premier appareil photo Leica d’occasion :  «Quand j'ai dit que je voulais être photojournaliste, je m'attendais à ce qu'il me dise que j'étais trop jeune, et une fille, mais il ne l'a pas fait, il a juste dit: «Bon, tu as besoin d'un appareil photo. ».
L’année suivante, une série de photographies représentant sa sœur faisant ses devoirs est publiée dans le Picture Post. Ne voulant pas s'appuyer sur le nom de son père, elle utilise le pseudonyme de Dick Muir pour signer ses premières publications.
Grace Robertson est mariée à son collègue photojournaliste Thurston Hopkins avec qui elle vit à l'extérieur de Londres. Elle écrit et donne des conférences sur le rôle des femmes dans la photographie. En 1999, Robertson a reçu l'Ordre de l'Empire britannique, l'un des plus grands honneurs du pays.

## Carrière professionnelle
En 1950, Grace Robertson intègre le Picture Post, où elle passe la majeure partie de sa carrière à photographier la Grande-Bretagne d'après-guerre, à l’image des séries Sheep Shearing in Wales (1951), Tate Gallery (1952), Mother's Day Off (1954) et Childbirth (1955),,.
Le photojournalisme était une forme de média encore naissante, en particulier lorsqu'il s'agissait de représenter le front intérieur plutôt que la zone de guerre, et un magazine comme Picture Post vendait 1,6 million d'exemplaires par semaine. Grace Robertson réalise un certain nombre de reportages considérés comme révolutionnaires à l'époque. Ses photographies de 1955 d'une femme qui accouche, sont parmi les premières du genre à être éditées.
L'une des missions les plus remarquables de Grace Robertson Mother's Day Off, consiste à photographier la sortie du Battersea Women's Pub pour le Life Magazine. La photographe suit ces femmes sirotant de la bière, dansant et chevauchant des montagnes russes : « Leur énergie était géniale. Elles commençaient à environ 7h30 du matin à l'extérieur du pub en train de faire des sandwichs, puis chantaient jusqu’à tard dans la nuit. Ces femmes étaient des survivantes, elles avaient traversé deux guerres et cette dépression au milieu. De plus, en raison de leur situation géographique, elles se sont beaucoup soutenues les unes les autres. ».
Les photographies de Grace Robertson capturent comme personne d'autre ce que c'est d'être une femme anglaise dans les années d’après-guerre. Pour la série Tate Gallery, elle s’immisce dans les vernissages du célèbre musée britannique pour en photographier non pas les œuvres mais les attitudes, garde-robes et gestuelles des spectateurs du Tate Modern. En 1952, elle photographie les Bluebell Girls en Italie .
En parallèle de ses travaux dans le photojournalisme, Grace Robertson travaille pour la publicité. Trop occupée à prendre des photos, la photographe reconnaît ne s’être jamais définie comme une pionnière de la photographie au féminin : « Je sentais que j'étais une observatrice de la société. Je n'ai jamais pensé à ma présence là-dedans. Ma force motrice dans la photographie des femmes était de découvrir ce qui faisait que les femmes faisaient la différence. J'ai eu une éducation très solitaire. ».
Après l'effondrement du Picture Post en 1957, Grace Robertson travaille comme photojournaliste indépendante, soumettant ses travaux à des magazines nationaux ainsi qu'à la Pictorial Press Agency. En 1992, la BBC lui demande de réaliser un documentaire sur les nonagénaires. En 1999, elle reçoit la bourse Wingate qu'elle utilise pour financer le projet Working Mothers dans la société contemporaine. 
Grace Robertson est la seule photographe britannique à avoir participé à une exposition à la National Photography Gallery, célébrant les premières femmes dans le photojournalisme.
Sean O'Hagan (en), dans un article du Guardian, caractérise le travail de Grace Robertson comme centré sur la vie des femmes ordinaires dans la Grande-Bretagne d'après-guerre et la décrit comme une « proto-féministe. »  Tirza Latimer et Harriet Riches considèrent son travail comme « limité à un regard porté en priorité sur les intérêts des femmes »

## Distinctions
- 1999 : Ordre de l'Empire britannique (OBE)
- 1999 : Bourse Wingate